# Piaski (Sieraków)
Piaski – część miasta Sierakowa, położona w jego północnej części, przy prawym brzegu rzeki Warty oraz południowym skraju Puszczy Noteckiej. Jedyna oficjalnie wydzielona i nazywana przez GUS część miasta.

## Komunikacja
W skład Piasków wchodzą ulice położone w północnej części miasta. Oś komunikacyjną wyznaczają 3 drogi wojewódzkie:
| droga wojewódzka 133 | (ulica Wieleńska) – biegnąca z Chełsta, przez centrum Sierakowa, do Chrzypska Wielkiego.     |
| droga wojewódzka 150 | (ulica Gajowa) – biegnąca przez Puszczę Notecką, z Wronek, przez Chojno i Bucharzewo do DW . |
| droga wojewódzka 198 | (ulica Wilcza) – biegnąca przez Puszczę Notecką, z Radgoszczy, przez Chorzępowo do DW .      |

Z centrum miasta na Piaski można przejechać przez biegnące nad Wartą i jej terenem zalewowym dwa dziesięcioprzęsłowe mosty, zbudowane w latach 1908-1909.